# Шамсаи, Вахид
Ва́хид Шамса́и (21 сентября 1975 года, Тегеран, Иран) — иранский мини-футбольный игрок и тренер. С 1999 по 2012 год выступал за национальную сборную Ирана по мини-футболу. Является рекордсменом сборной Ирана по сыгранным матчам и забитым голам. Также является мировым рекордсменом по международном голам, с более чем 340 голами он опережает занимающего второе место бразильца Мануэля Тобиаса. Один из самых известных игроков мини-футбола в мире. В 2013 году также начал тренерскую деятельность. С 2014 года является играющим тренером в иранском мини-футбольном клубе «Тасисат Дарьяи».

## Биография и карьера
Вахид Шамсаи родился 21 сентября 1975 года в столице Ирана — Тегеране. Начал свою профессиональную карьеру в 1999 году в составе иранского клуба «Пейман». Выступал за данный клуб до 2002 года. В 2002—2003 годах играл за тегеранский «Эстегляль». В 2003 году перешёл в итальянское «Лацио» и выступал за римский клуб до 2004 года. В 2004—2005 годах играл за «Эрам Киш» из иранского города Кум.
С 2005 по 2008 год выступал за иранский «Фулад Махан», в 2011—2012 годах за «Гити Пасанд». В 2012 году перешёл в китайский «Шэньчжэнь Нанлинг» и играл за данный клуб до 2013 года. Сезоны 2013—2014 годов провёл в тебризском «Дабири Тебриз». В 2013 году начал параллельно тренерскую деятельность, становясь играющим тренером в «Дабири Тебриз». С 2014 года является играющим тренером в иранском «Тасисат Дарьяи».
Девять раз становился чемпионом Азии по мини-футболу и столько же раз — лучшим бомбардиром азиатского первенства.

## Достижения
- Чемпион Азии по мини-футболу (9): 1999, 2000, 2001, 2002, 2003, 2004, 2005, 2007, 2008
- Мировой рекордсмен по международным голам (340+)
- Лучший бомбардир чемпионата Азии по мини-футболу (9): 1999, 2000, 2001, 2002, 2003, 2004, 2005, 2006, 2008